# 環太平洋合同演習
環太平洋合同演習（かんたいへいようごうどうえんしゅう、英語: Rim of the Pacific Exercise）は、アメリカ海軍主催によりハワイの周辺海域で実施される各国海軍の軍事演習のこと。リムパック（RIMPAC）とも呼ばれる。

## 目的

RIMPACに参加している国（2014年）：
開催国
現在の参加者
現在のオブザーバー
元参加者
元オブザーバー

演習の主目的は、参加国間の共同作戦能力の向上にある。
初めて開催されたのは1971年。その後、1974年まで毎年開催されたが、規模の拡大に伴い隔年実施に変更された。
日本の海上自衛隊が参加したのは1980年からであり、非英語圏からの参加は初であった。現在では非英語圏からも多くの海軍が参加しており、海軍組織を持つ海洋国家同士での親善交流に大きく役立っている。
参加国はアメリカ合衆国の同盟国に限定されているわけではなく、かつての仮想敵国であるロシアや中国なども参加した実績がある。これは、同盟国以外の海軍関係者が軍軍関与(mil-mil engagement)を深めることが信頼醸成を促進し、不測の衝突を避けることにつながるとの考えによるもので、演習以外に相互に他国の海軍関係者を広く軍艦に招いて行われるレセプションなどの儀礼で人的交流も行われている。ただし、ロシアと中国は演習中にバルザム型情報収集艦、情報収集艦「北極星」を派遣したこともあるなど信頼醸成に反する動きも出ている。

## 過去の参加状況

### 1971年
期間：1971年（昭和46年）11月8日 - 11月18日。
 アメリカ海軍
 カナダ海軍
 オーストラリア海軍
 ニュージーランド海軍

### 1972年
期間：1972年（昭和47年）9月5日 - 9月14日
 アメリカ海軍
 カナダ海軍
 オーストラリア海軍
 ニュージーランド海軍

### 1973年
期間：1973年（昭和48年）9月10日 - 9月21日
艦艇23隻、航空機200機、約14,000人の人員が参加。
 アメリカ海軍
 カナダ海軍
 オーストラリア海軍
 ニュージーランド海軍

### 1975年
期間：1975年（昭和50年）3月11日 - 3月21日
艦艇31隻、航空機200機、約17,000人の人員が参加。
 アメリカ海軍
 カナダ海軍
 オーストラリア海軍
 ニュージーランド海軍

### 1977年
期間：1977年（昭和52年）2月17日 - 3月11日
艦艇38隻、航空機225機、約20,000人の人員が参加。
 アメリカ海軍
 カナダ海軍
 オーストラリア海軍
 ニュージーランド海軍

### 1978年
期間：1978年（昭和53年）4月4日 - 5月4日
艦艇42隻、航空機200機、約22,000人の人員が参加。
 アメリカ海軍
 カナダ海軍
 オーストラリア海軍
 ニュージーランド海軍

### 1980年
期間：1980年（昭和55年）2月26日 - 3月18日
5カ国、艦艇43隻、航空機約200機、人員約20,000人が参加。
当年度から日本の海上自衛隊が参加する。
 海上自衛隊
- DDH-142 ひえい
- DDG-163 あまつかぜ
- P-2J × 8機

 アメリカ海軍
- CV-64 コンステレーション
- CGN-35 トラクスタン
- CG-16 リーヒ
- DD-951 ターナー・ジョイ
- DD-965 キンケード
- DD-966 ヒューイット
- DD-972 オルデンドルフ
- DD-973 ジョン・ヤング
- DD-975 オブライエン
- FF-1045 デヴィッドソン
- FF-1048 サンプル
- FF-1058 メイヤコード
- FF-1066 マーヴィン・シールズ
- FF-1069 バッグレイ
- FF-1074 ハロルド・E・ホルト
- FF-1077 オーレット
- AOE-1 サクラメント
- ATS-3 ブランズウィック
- SSN-578 スケート
- SSN-579 ソードフィシュ
- SSN-584 シードラゴン
- SSN-596 バーブ
- SSN-665 ギターロ
- 航空機 161機

 オーストラリア海軍
- R-21 メルボルン
- D-39 ホバート
- D-41 ブリスベン
- DE-45 ヤラ
- S-72 オタマ
- AO-195 サプライ
- 航空機 27機

 カナダ海軍
- DDE-236 ガティノー
- DDE-257 レスティゴーシュ
- DDE-258 クートニー
- AOR-508 プロヴァイダー
- 航空機 2機

 ニュージーランド海軍
- F111 オタゴ
- F421 カンタベリー
- 航空機 2機

### 1982年
期間：1982年（昭和57年）3月22日 - 4月29日
5カ国、艦艇60隻、航空機120機以上、人員約29,000人が参加。
 海上自衛隊
- DDH-143 しらね
- DDG-168 たちかぜ
- DDG-169 あさかぜ
- P-2J × 8機

 アメリカ海軍
- CV-61 レンジャー
- 巡洋艦 4隻
- 駆逐艦 15隻
- 両用戦艦艇 11隻
- 潜水艦 6隻
- 補給艦 7隻
- 航空機 180機

 オーストラリア海軍
- D-39 ホバート
- D-41 ブリスベン
- DE-45 ヤラ
- DE-48	スチュアート
- DE-50 スワン
- 潜水艦 1隻
- 航空機 8機

 ニュージーランド海軍
- F421 カンタベリー 他1隻
- 航空機 2機

 カナダ海軍
- 艦艇 4隻
- 航空機 4機

### 1984年
期間：1984年（昭和59年）5月14日 - 6月28日
5カ国、艦艇80隻、航空機250機、人員約50,000人以上が参加。
 海上自衛隊
- DDH-144 くらま
- DDG-169 あさかぜ
- DDG-170 さわかぜ
- DD-122 はつゆき
- DD-123 しらゆき
- HSS-2B × 5機
- P-2J × 4機
- P-3C × 4機

 アメリカ海軍
- CVN-65 エンタープライズ
- CVN-70 カール・ヴィンソン
- CG-21 グリッドレイ
- CG-29 ジョーエット
- CG-32 ウィリアム・H・スタンドレイ
- CGN-36 カリフォルニア
- CGN-39 テキサス
- CGN-41 アーカンソー
- チャールズ・F・アダムズ級駆逐艦 3隻
- スプルーアンス級駆逐艦 9隻
- オリバー・ハザード・ペリー級 3隻含むフリゲート10隻
- LHA-5 ペリリュー
- LPH-3 オキナワ
- LPH-11 ニューオーリンズ他 両用戦艦艇 8隻

 アメリカ沿岸警備隊
- WHEC-726 ミジェット他 8隻

 オーストラリア海軍
- 艦艇 4隻
- S-57 オクスリー
- S-70 オヴェンス
- 航空機 3機

 ニュージーランド海軍
- 艦艇 1隻
- 航空機 2機

 カナダ海軍
- 艦艇 4隻
- 航空機 5機

### 1986年
期間：1986年（昭和61年）5月18日 - 6月27日
5カ国、艦艇50隻、航空機250機、人員約50,000人以上が参加。イギリス海軍が初参加。ヨーロッパの国家としては初、北大西洋条約機構 (NATO) 諸国としては米国、カナダに続き3例目。
 海上自衛隊
- DDH-144 くらま
- DDG-168 たちかぜ
- DDG-170 さわかぜ
- DD-123 しらゆき
- DD-124 みねゆき
- DD-126 はまゆき
- DD-127 いそゆき
- DD-128 はるゆき
- SS-571 たかしお
- HSS-2B × 8機
- P-3C × 8機

 アメリカ海軍
- CV-61 レンジャー
- CVN-70 カール・ヴィンソン
- CG-16 リーヒ
- CG-20 リッチモンド・K・ターナー
- CG-21 グリッドレイ
- CG-29	ジョーエット
- CG-32 ウィリアム・H・スタンドレイ
- CG-49 ヴィンセンス
- DDG-15 バークレー
- DDG-20 ゴールズボロー他 駆逐艦 15隻
- 両用戦艦艇 2隻
- 掃海艇 3隻
- 潜水艦 7隻
- AOE-2 カムデン
- AOR-7 ロアノーク他 補給艦 4隻

 オーストラリア海軍
- FFG-03 シドニー
- FFG-04 ダーウィン
- S-70 オヴェンス他 潜水艦 1隻
- 航空機 4機

 カナダ海軍
- DDE-258 クートニー
- DDE-259 テラ・ノヴァ
- AOR-508 プロヴァイダー他 艦艇 1隻
- 航空機 2機

 イギリス海軍
- F93 ビーバー
- F169 アマゾン
- 潜水艦 2隻
- 航空機 4機

### 1988年
期間：1988年（昭和63年）6月16日 - 8月5日
4カ国、艦艇45隻以上、航空機約200機、人員約50,000人以上が参加。
 海上自衛隊
- DDH-143 しらね
- DDG-169 あさかぜ
- DDG-170 さわかぜ
- DD-122 はつゆき
- DD-123 しらゆき
- DD-127 いそゆき
- DD-128 はるゆき
- DD-129 やまゆき
- AOE-422 とわだ
- SS-580 たけしお
- HSS-2B × 8機
- P-3C × 8機

 アメリカ海軍
- CVN-68 ニミッツ
- BB-63 ミズーリ
- 巡洋艦 4隻
- 駆逐艦 6隻
- フリゲイト 11隻
- 両用戦艦艇 3隻
- 補給艦 4隻
- 潜水艦 6隻

 オーストラリア海軍
- D-39 ホーバート
- DE-46 パラマッタ
- FFG-02 キャンベラ
- FFG-04 ダーウィン
- AOR-304 サクセス
- 潜水艦 1隻
- 航空機 9機

 カナダ
- 駆逐艦 1隻
- フリゲイト 2隻
- 補給艦 1隻
- 航空機 2機

### 1990年
期間：1990年（平成2年）4月10日 - 6月2日
5カ国、艦艇55隻、航空機200機、人員約50,000人が参加。大韓民国海軍が初参加。
 海上自衛隊
- DDH-141 はるな
- DDG-170 さわかぜ
- DDG-172 しまかぜ
- DD-124 みねゆき
- DD-126 はまゆき
- DD-127 いそゆき
- DD-132 あさゆき
- DD-133 しまゆき
- AOE-422 とわだ
- SS-574 もちしお
- HSS-2B × 8機
- P-3C × 8機

 アメリカ海軍
- CV-62 インディペンデス
- BB-63 ミズーリ
- CGN-36 カリフォルニア
- CGN-39 テキサス
- CG-59 プリンストン他 巡洋艦 1隻
- 駆逐艦 2隻
- フリゲイト 6隻
- LHA-1 タラワ
- LHA-3 ベロー・ウッド
- LPH-11 ニューオリンズ他 両用戦艦艇 6隻
- 潜水艦 5隻
- 補給艦 3隻
- その他 32隻
- 航空機 百数十機

 オーストラリア海軍
- D-41 ブリスベン
- FFG-01 アデレード
- FFG-04 ダーウィン
- AOR-304 サクセス
- 潜水艦 1隻
- 航空機 3機

 カナダ海軍
- 駆逐艦 6隻
- 補給艦 1隻
- 航空機 2機

 大韓民国海軍
- FF-952 ソウル
- FF-955 馬山

### 1992年
期間：1992年（平成4年）6月1日 - 8月24日
5カ国、艦艇45隻以上、航空機約200機、人員約20,000人が参加。
 海上自衛隊
- DDH-144 くらま
- DDG-168 たちかぜ
- DDG-170 さわかぜ
- DD-151 あさぎり
- DD-152 やまぎり
- DD-157 さわぎり
- DD-129 やまゆき
- DD-130 まつゆき
- AOE-424 はまな
- SS-574 もちしお
- HSS-2B × 8機
- P-3C × 8機

 アメリカ海軍
- CV-63 キティホーク
- 巡洋艦 8隻
- 駆逐艦 2隻
- 潜水艦 5隻
- 補給艦 2隻

 アメリカ沿岸警備隊
- 沿岸警備隊船艇 2隻

 オーストラリア海軍
- D-39 ホーバート
- FFG-01 アデレード
- FFG-02 キャンベラ
- AOR-304 サクセス
- 潜水艦 1隻
- 航空機 3機

 カナダ海軍
- DDE-261 マッケンジー他 駆逐艦 1隻
- 補給艦 1隻
- 潜水艦
- 航空機 2機

 大韓民国海軍
- FF-956 慶北
- FF-957 全南

### 1994年
期間：1994年（平成6年）5月24日 - 7月7日
5カ国、艦艇50隻以上、航空機約200機、人員約25,000人が参加。
 海上自衛隊
- DDH-144 くらま
- DDG-171 はたかぜ
- DDG-173 こんごう
- DD-151 あさぎり
- DD-153 ゆうぎり
- DD-154 あまぎり
- DD-155 はまぎり
- DD-157 さわぎり
- AOE-423 ときわ
- SS-580 たけしお
- HSS-2B × 8機
- P-3C × 8機

 アメリカ海軍
- CV-62 インディペンデス
- CV-64 コンステレーション
- 巡洋艦 4隻
- DDG-54 カーティス・ウィルバー他 駆逐艦 1隻
- フリゲイト 3隻
- 両用戦艦艇 4隻
- 潜水艦 8隻
- 補給艦 4隻
- その他 24隻以上
- 航空機

 アメリカ沿岸警備隊
- 巡視船 1隻

 オーストラリア海軍
- D-39 ホーバート
- FFG-03 シドニー
- FFG-04 ダーウィン
- AOR-304 サクセス
- 潜水艦 1隻
- 航空機

 カナダ海軍
- 駆逐艦 1隻
- フリゲイト 1隻
- 補給艦 1隻
- 潜水艦 1隻
- 航空機

 大韓民国海軍
- FF-959 釜山
- FF-961 清州

### 1996年
期間：1996年（平成8年）5月23日 - 6月22日
6カ国、艦艇45隻以上、航空機約250機、人員約30,000人が参加。
チリ海軍が初参加。ラテンアメリカ諸国としては初、非英語圏諸国としては日本、韓国に続き3例目。
 海上自衛隊
- DDH-142 ひえい
- DDG-168 たちかぜ
- DDG-174 きりしま
- DD-152 やまぎり
- DD-153 ゆうぎり
- DD-156 せとぎり
- DD-157 さわぎり
- DD-158 うみぎり
- AOE-424 はまな
- SS-584 なつしお
- HSS-2B × 8機
- P-3C × 8機

 アメリカ海軍
- CV-62 インディペンデンス
- CV-63 キティホーク
- CG-52 バンカー・ヒル
- CG-54 アンティータム
- CG-59 プリンストン
- CG-63 カウペンス
- CG-65 チョーシン
- CG-70 レイク・エリー
- DDG-51 アーレイ・バーク
- DDG-60 ポール・ハミルトン
- DD-975 オブライエン
- DD-984 レフトウィッチ
- DD-985 カッシング
- DD-991 ファイフ
- FFG-30 リード
- LHD-2 エセックス
- LHD-4 ボクサー
- LPD-7 クリーブランド
- LPD-11 コロナド
- LSD-49 ハーパーズ・フェリー
- SSN-642 カメハメハ他 潜水艦 5隻
- AOE-7 レーニア
- T-AO-193 ウォルター・S・ディール
- T-AO-200 グアタルーペ
- T-AGOS-9 アサーティブ
- T-AGOS-19 ヴィクトリアス
- T-AGOS-21 エフェクティヴ
- 掃海艇
- その他
- P-3C 9機

 アメリカ空軍
- B-52 1機
- E-3 1機
- KC-135 4機
- F-16 6機

 アメリカ沿岸警備隊
- WHEC-720 シャーマン 他 1隻

 オーストラリア海軍
- D-38 パース
- FFG-03 シドニー
- FFG-06 ニューカッスル
- AOR-304 サクセス

 オーストラリア空軍
- F-111G 4機
- AP-3C 4機

 カナダ海軍
- DDH-281 ヒューロン
- DDH-283 アルゴンキン
- FFH-334 レジャイナ
- FFH-338 ウィニペグ
- AOR-509 プロテクチュール

 カナダ空軍
- CP-140 3機
- CF-18A 6機

 大韓民国海軍
- FF-956 慶北
- FF-958 済州

 チリ海軍
- PFG-07 アルミランテ・リンチ
- 21 シンプソン

### 1998年

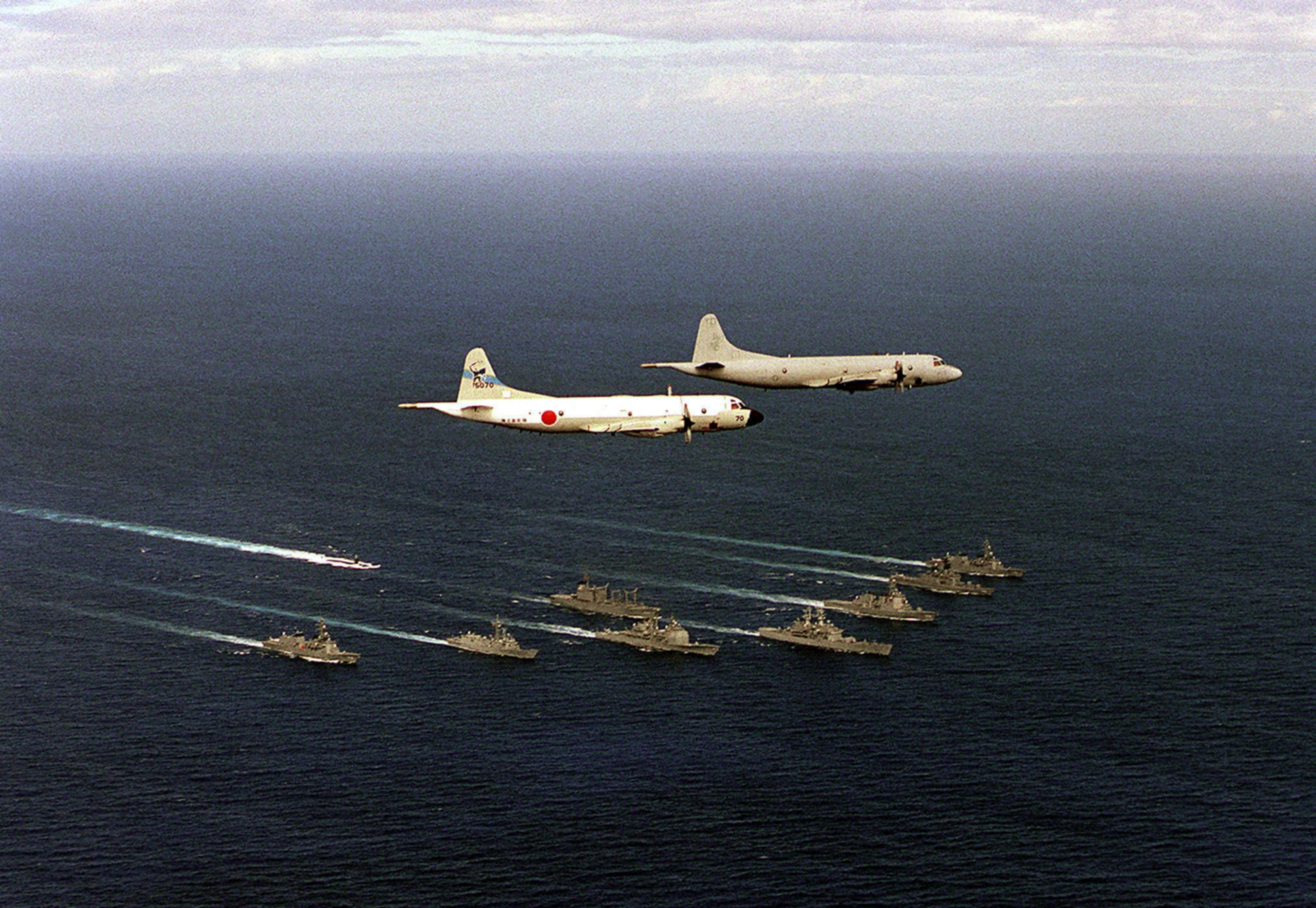
RIMPAC1998

期間：1998年（平成10年）7月7日 - 8月7日
6カ国、艦艇50隻以上、航空機約200機、人員約25,000人が参加。
 海上自衛隊
- DDH-143 しらね
- DDG-174 きりしま
- DD-101 むらさめ
- DD-102 はるさめ
- AOE-422 とわだ
- SS-585 はやしお
- HSS-2B × 5機
- P-3C × 6機

 アメリカ海軍
- CVN-70 カール・ヴィンソン
- CGN-36 カリフォルニア
- CG-62 チャンセラーズビル
- CG-73 ポート・ロイヤル 他 巡洋艦 2隻
- DD-992 フレッチャー 他 駆逐艦 3隻
- FFG-41 マクラスキー
- FFG-48 ヴァンデグリフト
- LHD-4 ボクサー
- LPD-11 コロナド 他 両用戦艦艇 2隻
- SSN-722 キーウェスト
- SSN-752 パサデナ
- SSN-762 コロンバス
- SSN-773 シャイアン 他 潜水艦 2隻
- AO-177 シマロン 他 補給艦 3隻
- その他 28隻以上

 アメリカ空軍
- B-52H 2機
- B-1B 2機
- E-3C 1機
- KC-135R
- F-16C/D 8機

 オーストラリア海軍
- D-38 パース
- FFG-04 ダーウィン
- FFG-05 メルボルン
- AOR-304 サクセス
- S-60 オンスロー

 オーストラリア空軍
- AP-3C 1機

 カナダ海軍
- DDH-281 ヒューロン
- FFH-331 バンクーバー
- FFH-334 レジャイナ
- AOR-509 プロテクチュール

 カナダ空軍
- CP-140 1機

 大韓民国海軍
- FF-953 忠南
- FF-957 全南
- SS-066 李従茂
- P-3C 1機

 チリ海軍
- PFG-06 アルミランテ・コンデル

### 2000年

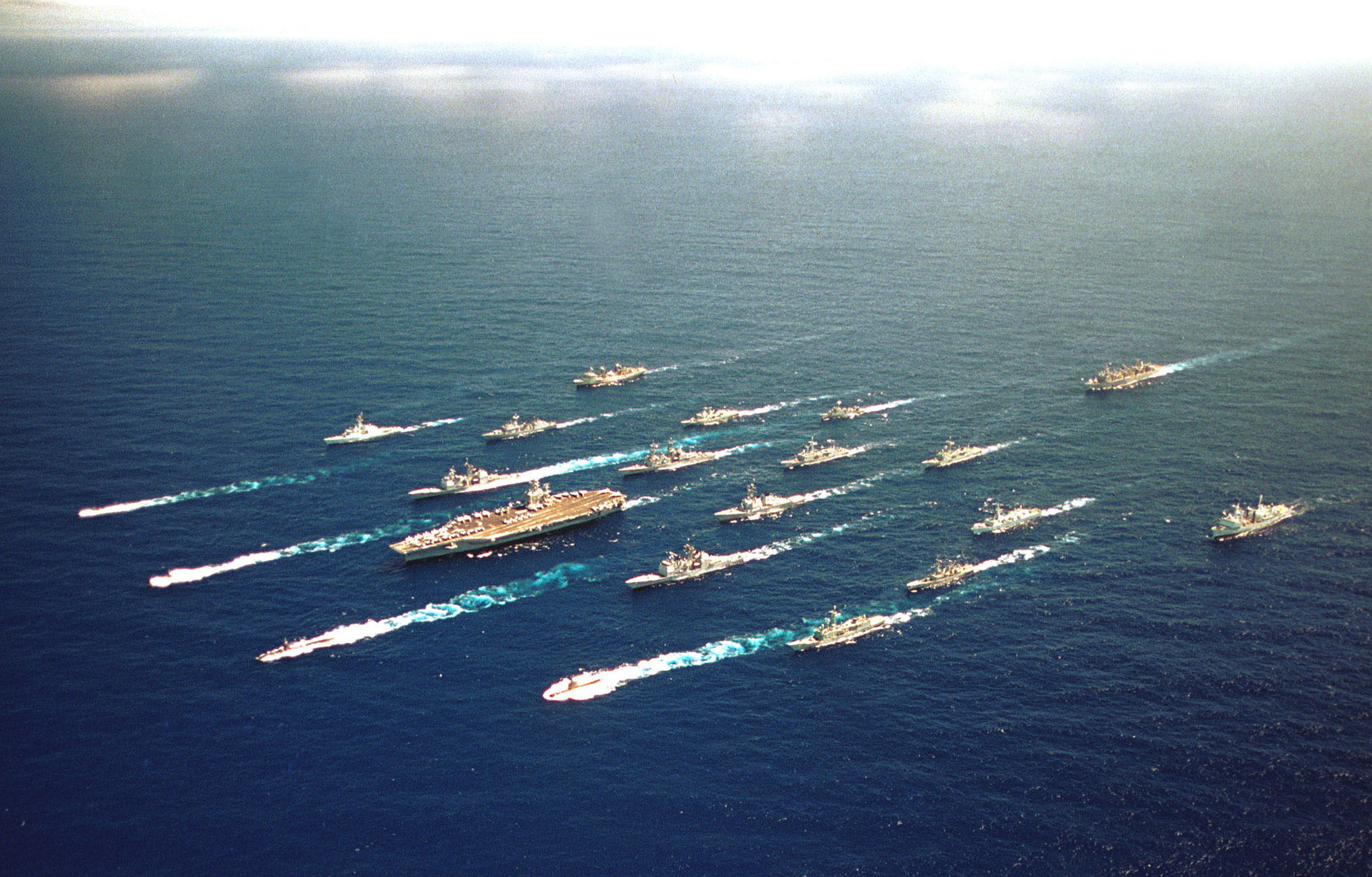
RIMPAC2000

期間：2000年（平成12年）5月30日 - 7月6日
7カ国、艦艇50隻以上、航空機約200機以上、人員約22,000人が参加。
 海上自衛隊
- DDH-144 くらま
- DDG-172 しまかぜ
- DDG-173 こんごう
- DD-101 むらさめ
- DD-102 はるさめ
- DD-103 ゆうだち
- DD-104 きりさめ
- DD-151 あさぎり
- AOE-424 はまな
- SS-584 なつしお
- SH-60J × 8機
- P-3C × 8機

 アメリカ海軍
- CVN-72 エイブラハム・リンカーン
- CG-52 バンカー・ヒル
- CG-63 カウペンス
- CG-65 チョーシン
- CG-67 シャイロー
- DD-972 オルデンドルフ
- DD-992 フレッチャー
- DDG-60 ポール・ハミルトン
- DDG-76 ヒギンズ
- DDG-62 フィッツジェラルド
- DDG-77 オカーン
- FFG-37 クロメリン
- FFG-48 ヴァンデグリフト
- FFG-61 イングラハム
- LHD-4 ボクサー
- LSD-49 ハーパーズ・フェリー
- LPD-11 コロナド
- SSN-642 カメハメハ
- SSN-715 バッファロー
- SSN-773 シャイアン
- SSN-770 ツーソン
- AOE-2 カムデン
- ARS-52 サルヴォア
- T-AGOS-19 ヴィクトリアス
- T-AO-194 ジョン・エリクソン
- PC-7 スコール
- P-3C 8機

 アメリカ空軍
- B-52H 1機
- B-1B
- E-3B
- KC-130
- KC-135R
- C-17
- F-15 6機
- F-16C 2機

 アメリカ沿岸警備隊
- WPB-1336 キスカ
- WPB-1337 アサティーグ

 イギリス空軍
- ニムロッドMR.2 2機

 オーストラリア海軍
- FFG-01 アデレード
- FFG-06 ニューカッスル
- FFH-151 アランタ
- AOR-304 サクセス
- FCPB 214 ダボ
- FCPB 216 グラッドストーン
- SSG-75 ウォーラー
- シーキングMk.50A 1機
- S-70B-2 2機

 オーストラリア空軍
- F-111G 3機
- AP-3C 2機

 カナダ海軍
- DDH-283 アルゴンキン
- FFH-334 レジャイナ
- FFH-335 カルガリー
- FFH-338 ウィニペグ
- AOR-509 プロテクチュール

 カナダ空軍
- CP-140 3機
- CE-144 1機

 大韓民国海軍
- DDH-972 乙支文徳
- FF-957 全南
- SS-065 朴葳
- P-3C 1機
- スーパーリンクスMk.99 1機

 チリ海軍
- PFG-06 アルミランテ・コンデル
- AS532SC 1機

### 2002年
期間：2002年（平成14年）6月24日 - 7月22日
7カ国、艦艇36隻、航空機26機、人員約11,000人が参加。ペルー海軍が初参加。
 海上自衛隊
- DDG-174 きりしま
- DD-155 はまぎり
- DD-101 むらさめ
- DD-107 いかづち
- SS-584 なつしお
- SH-60J × 3機
- P-3C × 8機

 アメリカ海軍
- CG-70 レイク・エリー
- CG-73 ポート・ロイヤル
- DD-964 ポール・F・フォスター
- DDG-77 オカーン
- DDG-82 ラッセン
- FFG-37 クロメリン
- LHA-1 タラワ
- LPD-6	ダルース
- LSD-47 ラシュモア
- SSN-717 オリンピア
- SSN-718 ホノルル
- SSN-722 キーウェスト 他 潜水艦 1隻
- T-AO-199 ティピカヌー
- T-AO-200 グアタルーペ
- その他 8隻
- P-3C 3機

 オーストラリア海軍
- 艦艇 3隻
- SSG-77 シーアン
- 航空機 6機

 カナダ海軍
- MM-701 ナナイモ
- MM-702 エドモントン
- MM-709 サスカトゥーン
- 航空機 2機

 大韓民国海軍
- DDH-973 楊万春
- PCC-769 原州
- SS-062 李阡
- P-3C 1機
- スーパーリンクス 1機

 チリ海軍
- PFG-07 アルミランテ・リンチ

 ペルー海軍
- FM-53 アルミランテ・グラウ

### 2004年

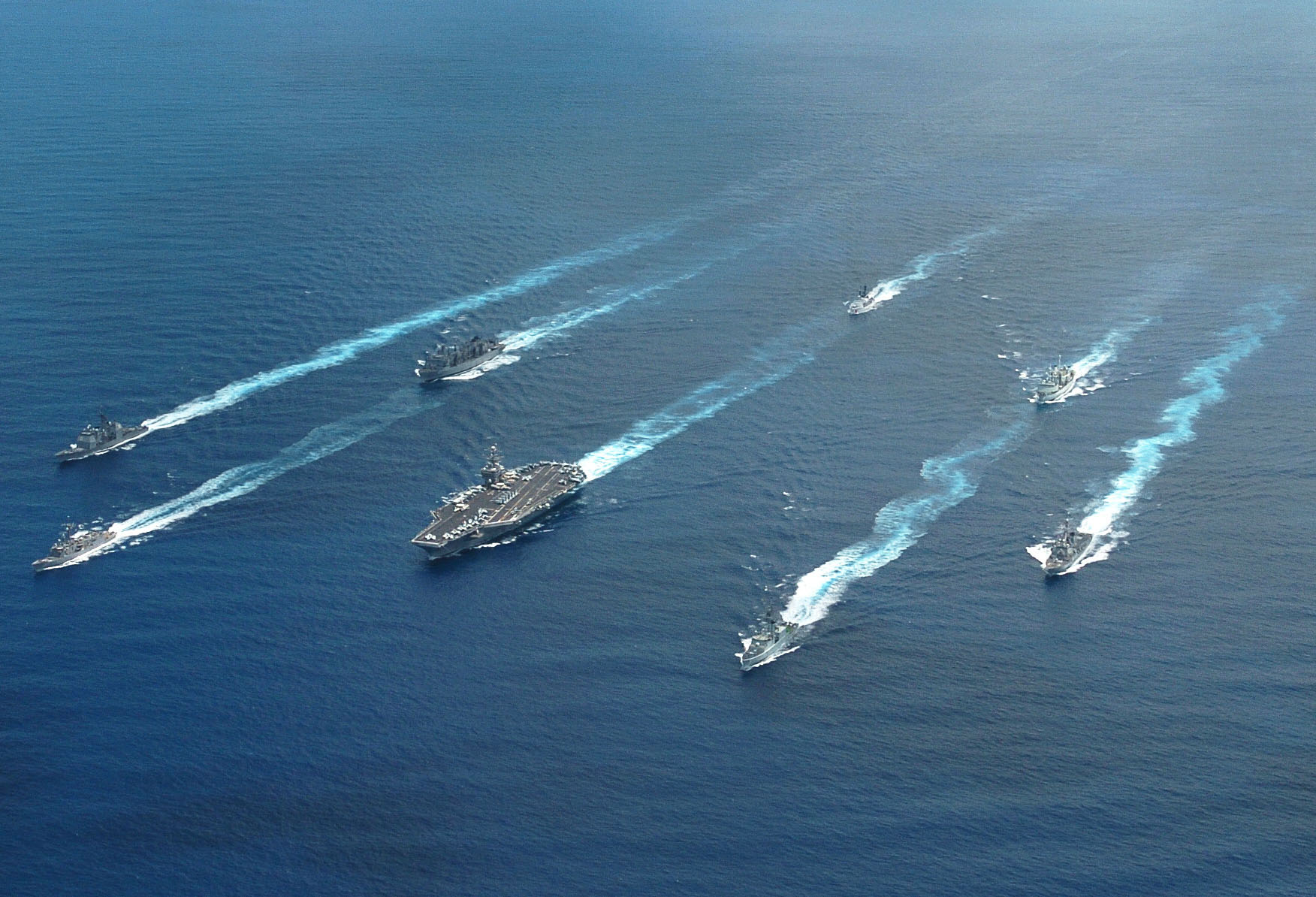
RIMPAC2004

期間：2004年（平成16年）6月29日 - 7月27日
7カ国、艦艇28隻以上、潜水艦8隻、航空機90機、人員約11,000人が参加
 海上自衛隊
- DDH-141 はるな
- DDG-169 あさかぜ
- DD-154 あまぎり
- DD-105 いなづま
- SS-595 なるしお
- P-3C × 8機

 アメリカ海軍
- CVN-74 ジョン・C・ステニス
- CG-57 レイク・シャンプレイン
- DDG-53 ジョン・ポール・ジョーンズ
- DDG-60 ポール・ハミルトン
- DDG-77 オカーン
- FFG-57 ルーベン・ジェームズ
- LHA-1 タラワ
- LPD-8 ダビューク
- SSN-722 キーウェスト

 オーストラリア海軍
- FFH-154 パラマッタ
- FFG-01 アデレード
- FFG-06 ニューカッスル
- AOR-304 サクセス
- SSG-78 ランキン
- P-3C
- 潜水啓開隊

 カナダ海軍
- DDH-283 アルゴンキン
- FFH-334 レジャイナ

 大韓民国海軍
- DDH-972 乙支文徳
- DDH-975 忠武公李舜臣
- SS-061 張保皐
- P-3C 1機
- スーパーリンクス  2機

 チリ海軍
- PFG-07 アルミランテ・リンチ
- 21 シンプソン

 イギリス海軍

### 2006年

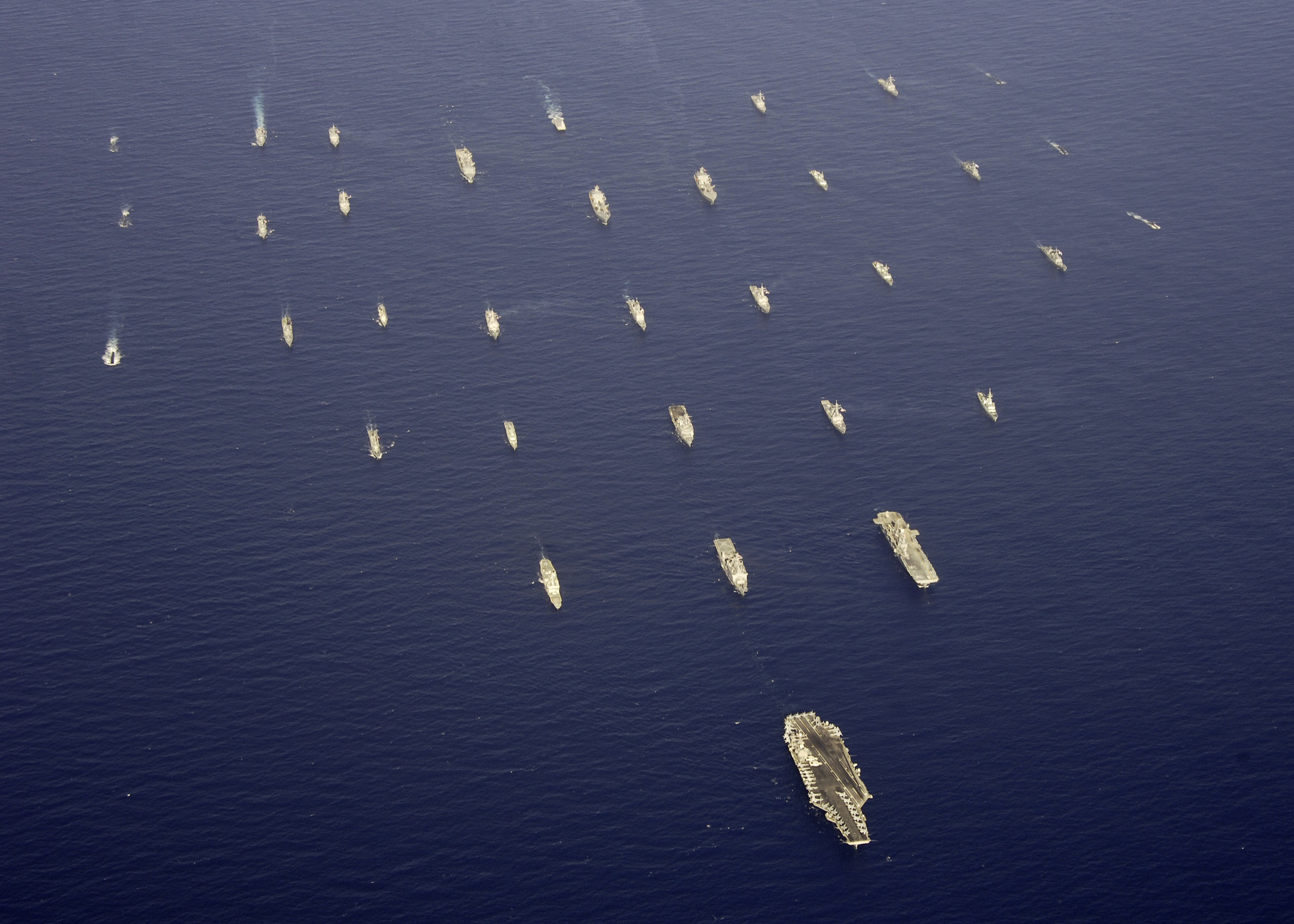
RIMPAC2006

期間：2006年（平成18年）6月26日 - 7月28日
8カ国、艦艇約40隻、潜水艦約6隻、航空機約160機が参加。
当初は、DDG ミサイル護衛艦「きりしま」を含めた護衛艦4隻が参加予定であったが、北朝鮮によるミサイル発射実験に対応するため、「きりしま」は参加を中止し、日本近海に引き返したことが2006年（平成18年）6月29日に発表された。
なお、「きりしま」は6月23日（日本時間で。米国時間では22日。）に、ハワイ沖で行われた海上配備型迎撃ミサイル迎撃実験に参加し、模擬ミサイルの捕捉・追尾に成功していた。
 海上自衛隊
- DDH-142 ひえい
- DDG-174 きりしま
- DD-106 さみだれ
- DD-109 ありあけ
- SS-596 くろしお
- P-3C × 8機

 アメリカ海軍
- CVN-72 エイブラハム・リンカーン
- CG-53 モービル・ベイ
- CG-62 チャンセラーズヴィル
- DDG-53 ジョン・ポール・ジョーンズ
- DDG-59 ラッセル
- DDG-60 ポール・ハミルトン
- DDG-69 ミリアス
- DDG-77 オカーン
- DDG-86 シャウプ
- DDG-90 チェイフィー
- DDG-91 ピンクニー
- LHD-6 ボノム・リシャール
- LPD-9 デンバー
- LSD-47 ラシュモア
- MCM-1 アヴェンジャー
- SSN-688 ロサンゼルス
- SSN-721 シカゴ
- SSN-722 キーウェスト

 オーストラリア海軍
- FFH-153 スチュアート
- L-52 マノーラ
- SSG-78 ランキン
- 航空機 3機
- 潜水隊、陸軍から1個歩兵中隊

 カナダ海軍
- DDH-283 アルゴンキン
- FFH-331 バンクーバー
- FFH-334 レジャイナ
- 航空機 9機
- 潜水啓開隊

 大韓民国海軍
- DDH-971 広開土大王
- DDH-976 文武大王
- SS-067 鄭運
- P-3C 1機
- スーパーリンクス 2機

 チリ海軍
- FF-15 ブランコ・エンカラダ

 ペルー海軍
- FM-52 ビジャビセンシオ

 イギリス海軍
- 潜水機雷処理隊

### 2008年
期間：2008年（平成20年）6月29日から7月31日
10カ国から艦艇約35隻、潜水艦約6隻、航空機約150機以上、人員約20,000人が参加する。シンガポール海軍が初参加。東南アジア諸国としては初。
当初は「CVN-73 ジョージ・ワシントン」が参加予定だったが2008年5月22日中南米沖を航行中に船尾の一角で火災が発生。火災の影響により参加中止（「キティホーク」が急遽代理を務めた）を初め、6月上旬のハワイでの「キティホーク」との交代式の実施、8月19日に横須賀入港・配備が延期となった。
 海上自衛隊
- DDH-141 はるな
- DDG-174 きりしま
- DD-156 せとぎり
- DD-112 まきなみ
- SS-595 なるしお
- P-3C × 5機

 アメリカ海軍
- CV-63 キティホーク
- CG-70 レイク・エリー
- CG-73 ポート・ロイヤル
- DDG-60 ポール・ハミルトン
- DDG-69 ミリアス
- DDG-77 オカーン
- DDG-91 ピンクニー
- DDG-93 チャン＝フー
- FFG-57 ルーベン・ジェームズ
- FFG-60 ロドニー・M・デイヴィス
- LHD-6 ボノム・リシャール
- LSD-45 コムストック
- SSN-688 ロサンゼルス
- SSN-722 キーウェスト
- SSN-763 サンタフェ
- SS-T-AK-5051 ケープ・ギブソン
- T-AO-200 ガダルーペ
- T-AO-202 ユーコン
- T-AGS-61 サムナー
- T-AGOS-20 エイブル
- T-ATF-169 ナバホ
- T-ATF-171 スー
- T-ARS-52 サルボア

 アメリカ沿岸警備隊
- WHEC-723 ラッシュ
- WPB-1336 キスカ

 オーストラリア海軍
- FFH-150 アンザック
- AOR-304 サクセス
- L-50 トブルク
- SSG-75 ウォーラー

 カナダ海軍
- FFH-334 レジャイナ
- FFH-341 オタワ

 大韓民国海軍
- DDH-973 楊万春
- DDH-976 文武大王
- SS-068 李純信
- P-3C 1機
- スーパーリンクス  2機

 チリ海軍
- FF-18 アルミランテ・リベロス
- SS-22 オイギンス

 ペルー海軍
- FM-58 クイニョネス

 シンガポール海軍
- 70 ステッドファスト

### 2010年

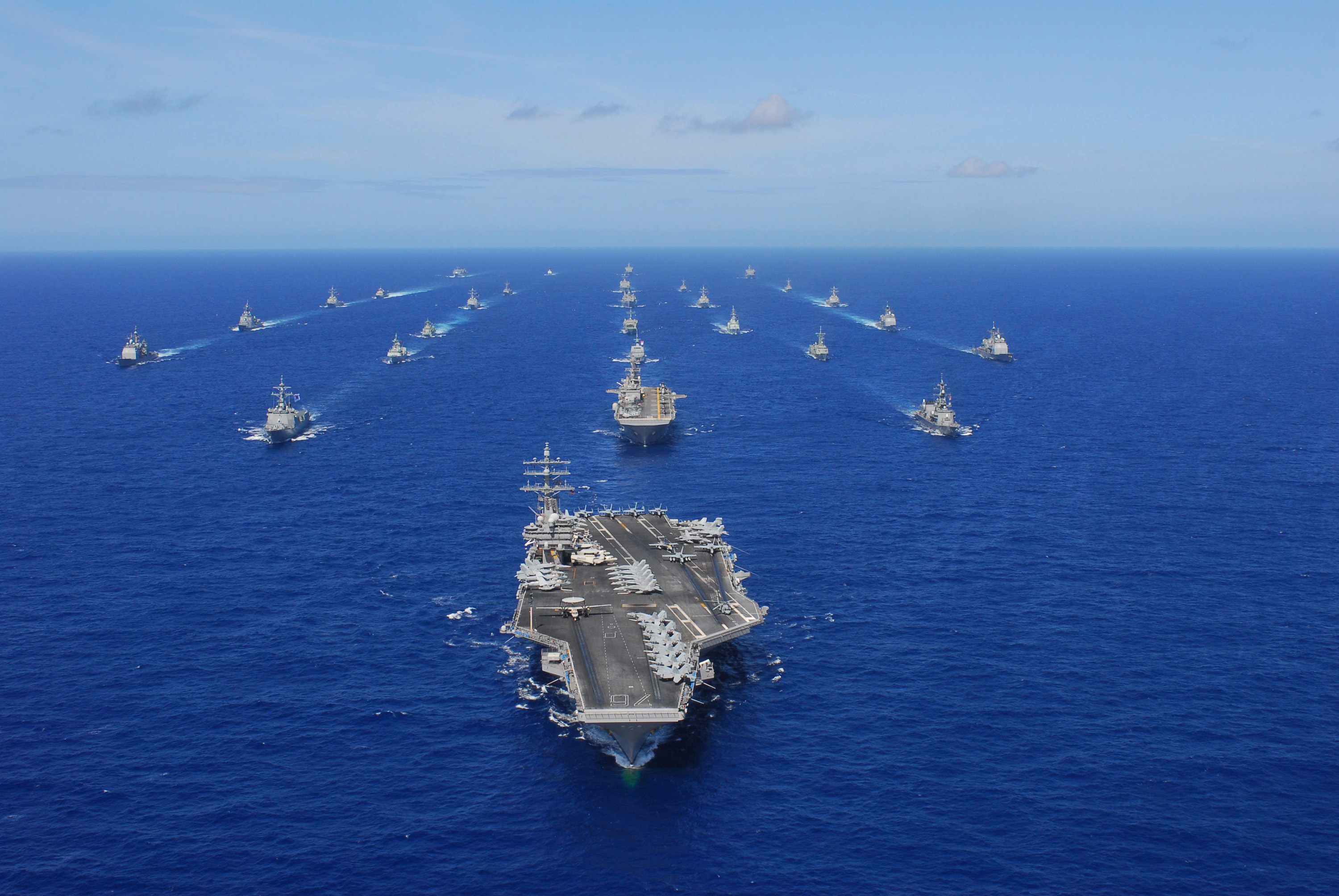
RIMPAC2010

期間：2010年（平成22年）6月23日 - 8月1日
14カ国の艦艇34隻、航空機100機以上、人員約20,000人が参加。海上自衛隊は参加するに併せて派遣部隊はカナダ海軍創立百周年記念観艦式へ参加。
 海上自衛隊
- DDG-177 あたご
- DD-108 あけぼの
- SS-600 もちしお
- P-3C × 5機

 アメリカ海軍
- CVN-76 ロナルド・レーガン
- CG-62 チャンセラーズビル
- CG-65 チョーシン
- CG-70 レイク・エリー
- DDG-60 ポール・ハミルトン
- DDG-65 ベンフォールド
- DDG-70 ホッパー
- DDG-102 サンプソン
- FFG-41 マクラスキー
- FFG-54 フォード
- FFG-57 ルーベン・ジェームズ
- LCS-1 フリーダム
- LHD-6 ボノム・リシャール
- LPD-7 クリーブランド
- LSD-45 コムストック
- MCM-6 デヴァステーター
- MCM-9 パイオニア
- SSN-698 ブレマートン
- SSN-752 パサデナ
- SSN-762 コロンバス
- T-AO-200 ガダルーペ
- T-AO-202 ユーコン
- T-AOE-10 ブリッジ
- T-ATF-169 ナバホ
- T-ATF-171 スー
- 航空機多数
- 海兵隊2個歩兵大隊ほか多数

 アメリカ沿岸警備隊
- WHEC-723 ラッシュ

 オーストラリア海軍
- L-51 カニンブラ
- FFG-06 ニューカッスル
- FFH-152 ワラムンガ
- O-266 シリウス
- 航空部隊
- 浅海機雷戦部隊

 カナダ海軍
- DDH-283 アルゴンキン
- FFH-335 カルガリー
- 太平洋方面の潜水兵部隊
- 1個歩兵大隊

 大韓民国海軍
- DDG-991 世宗大王
- SS-071 李億祺
- P-3CK 1機
- スーパーリンクス  1機

 チリ海軍
- 海軍参謀本部が参加

 ペルー海軍
- 海軍参謀本部が参加

 コロンビア海軍
- 海軍参謀本部が参加

 シンガポール海軍
- 73 シュープリーム

 インドネシア海軍
- 歩兵小隊

 マレーシア海軍
- 歩兵小隊

 タイ海軍
- 海軍参謀本部が参加

 フランス海軍
- F-731 プレリアル
- 潜水兵部隊

 オランダ海軍
- 潜水兵部隊

### 2012年

RIMPAC2012

期間：2012年（平成24年）6月23日 - 8月3日
計22カ国、艦艇42隻、潜水艦6隻、航空機約200機、人員約25,000人が参加。この回ではロシア海軍が初参加している。また、中国海軍から人員だけがオブザーバーとして参加した。他にチリ、コロンビア、ペルー、インド、タイ、フィリピン、オランダ、ノルウェーおよびイギリスからも演習に参加している。
 海上自衛隊
- DDG-175 みょうこう
- DDH-143 しらね
- MST-464 ぶんご
- P-3C × 3機

 アメリカ海軍
- CVN-68 ニミッツ
- SSN-777 ノースカロライナ
- CG-59 プリンストン
- CG-65 チョーシン
- CG-70 レイク・エリー
- CG-73 ポート・ロイヤル
- DDG-60 ポール・ハミルトン
- DDG-76 ヒギンズ
- DDG-90 チェイフィー
- DDG-93 チャン＝フー
- DDG-106 ストックデール
- FFG-37 クロメリン
- FFG-51 ゲイリー
- FFG-57 ルーベン・ジェームズ
- LHD-2 エセックス
- SSN-773 シャイアン
- SSN-766 シャーロット
- SSN-777 ノースカロライナ
- T-AO-187 ヘンリー・J・カイザー
- T-AKE-9 マシュー・ペリー
- T-ARS-52 サルボア
- T-AO-202 ユーコン
- EOD（水中処分隊）
- F/A-18
- E-2C
- EA-6B
- P-8A
- P-3C

 アメリカ空軍
- B-52H
- E-3B/C
- KC-130
- KC-135R
- C-17
- F-15C
- A-10
- F-16
- KC-707

 アメリカ海兵隊
- UH-1Y
- AH-1W

 アメリカ沿岸警備隊
- WMSL-750 バーソルフ

 オーストラリア海軍
- FFG-04 ダーウィン
- FFH 157 パース
- SSG-74 ファーンコム
- EOD（水中処分隊）
- 機雷戦部隊

 オーストラリア空軍
- AP-3C
- E-7A

 カナダ海軍
- DDH-283 アルゴンキン
- FFH-341 オタワ
- SSK-876 ヴィクトリア
- MM-706 イエローナイフ
- MM-709 サスカトゥーン
- MM-710 グレイス・ベイ
- EOD（水中処分隊）

 カナダ空軍
- CC-130T
- CC-150T
- CF-18 ホーネット
- CP-140 オーロラ

 大韓民国海軍
- DDG-992 栗谷李珥
- DDH-981 崔瑩
- SS-069 羅大用
- P-3C

 ロシア海軍
- 548 アドミラル・パンテレーエフ
- 曳船「フォティ・クリロフ」
- 補給艦「ボリス・ブートマ」

 チリ海軍
- FF-07 アルミランテ・リンチ

 メキシコ海軍
- A-412 ウスマンシタ
- 歩兵小隊

 シンガポール海軍
- 68 フォーミダブル

 ニュージーランド海軍
- F77 テ・カハ
- A11 エンデバー
- P-3K

 フランス海軍
- F-731 プレリアル

 インドネシア海軍
- 歩兵小隊

 マレーシア海軍
- 歩兵小隊

 トンガ海軍
- 歩兵小隊

### 2014年

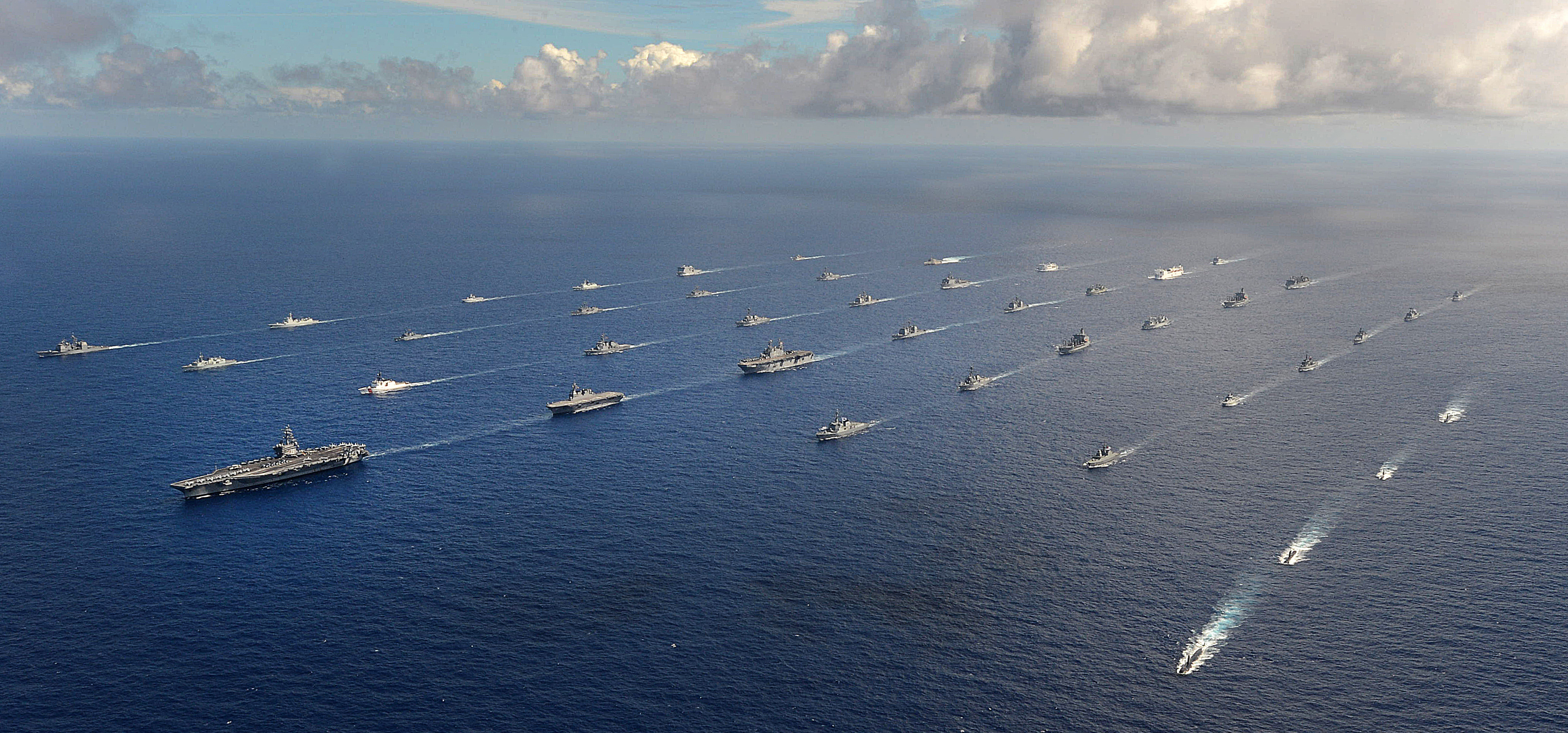
RIMPAC2014

期間：2014年（平成26年）6月26日 - 8月1日
計23カ国、艦艇55隻、航空機200機以上、人員約25,000人が参加。この回では中国海軍が初めて正式参加したが、演習参加艦艇以外に情報収集艦「北極星」を近海へ派遣し、他国艦艇の諜報活動を行ったため顰蹙を買った。
多国間で行った「人道支援・災害救援（HA/DR）訓練」では海自指揮官の中畑康樹海将補が米国以外で初めて指揮を執った。また、日本からは海上自衛隊のほか、陸上自衛隊の西部方面普通科連隊（現：第1水陸機動連隊）が米海兵隊との水陸両用戦訓練に初参加した。西普連を海兵隊・海軍陸戦隊と見なすのであれば、アメリカ海兵隊に続き2例目のRIMPAC参加となった。他にマレーシア、オランダ、ペルー、フィリピン、トンガ、イギリスが演習に参加している。
 海上自衛隊
- DDH-182 いせ
- DDG-174 きりしま
- P-3C × 3機

 陸上自衛隊
- 西部方面普通科連隊

 アメリカ海軍
- CVN-76 ロナルド・レーガン
- CG-57 レイク・シャンプレイン
- CG-65 チョーシン
- CG-71 ケープ・セント・ジョージ
- CG-73 ポート・ロイヤル
- DDG-90 チェイフィー
- DDG-102 サンプソン
- DDG-111 スプルーアンス
- DDG-112 マイケル・マーフィー
- LCS-2 インディペンデンス
- FFG-51 ゲイリー
- FFG-60 ロドニー・M・デイヴィス
- LHA-5 ペリリュー
- LSD-47 ラシュモア
- T-AO-187 ヘンリー・J・カイザー
- T-AO-194 ジョン・エリクソン
- T-AH-19 マーシー
- T-ATF-169 ナバホ
- T-AOE-7 レーニア
- T-ARS-52 サルボア
- 潜水艦3隻

 アメリカ沿岸警備隊
- WMSL-751 ウェイシー

 オーストラリア海軍
- AOR-304 サクセス
- SSG-77 シーアン

 カナダ海軍
- FFH-335 カルガリー
- MM-701 ナナイモ
- MM-703 ホワイトホース
- SSK-876 ヴィクトリア

 カナダ空軍
- CC-130T 1機
- CC-150T 1機
- CF-18 ホーネット 6機
- CP-140 オーロラ 3機

 大韓民国海軍
- DDG-993 西厓柳成龍
- DDH-978 王建
- SS-068 李純信

 中国人民解放軍海軍
- 171 海口
- 575 岳陽
- 886 千島湖
- 866 岱山島

 インド海軍
- F-49 サヒャディ

 フランス海軍
- F-731 プレリアル

 ノルウェー海軍
- F-310 フリチョフ・ナンセン

 チリ海軍
- FF-15 ブランコ・エンカラーダ

 メキシコ海軍
- P-164 レボルシオン

 シンガポール海軍
- 69 イントレピッド

 ニュージーランド海軍
- L-421 カンタベリー

 ニュージーランド空軍
- P-3K

 コロンビア海軍
- FM-51 アルミランテ・パディーヤ

 インドネシア海軍
- LPD-593 バンダ・アチェ

 ブルネイ海軍
- OPV-06 ダルサラーム
- OPV-08 ダルラマン

### 2016年

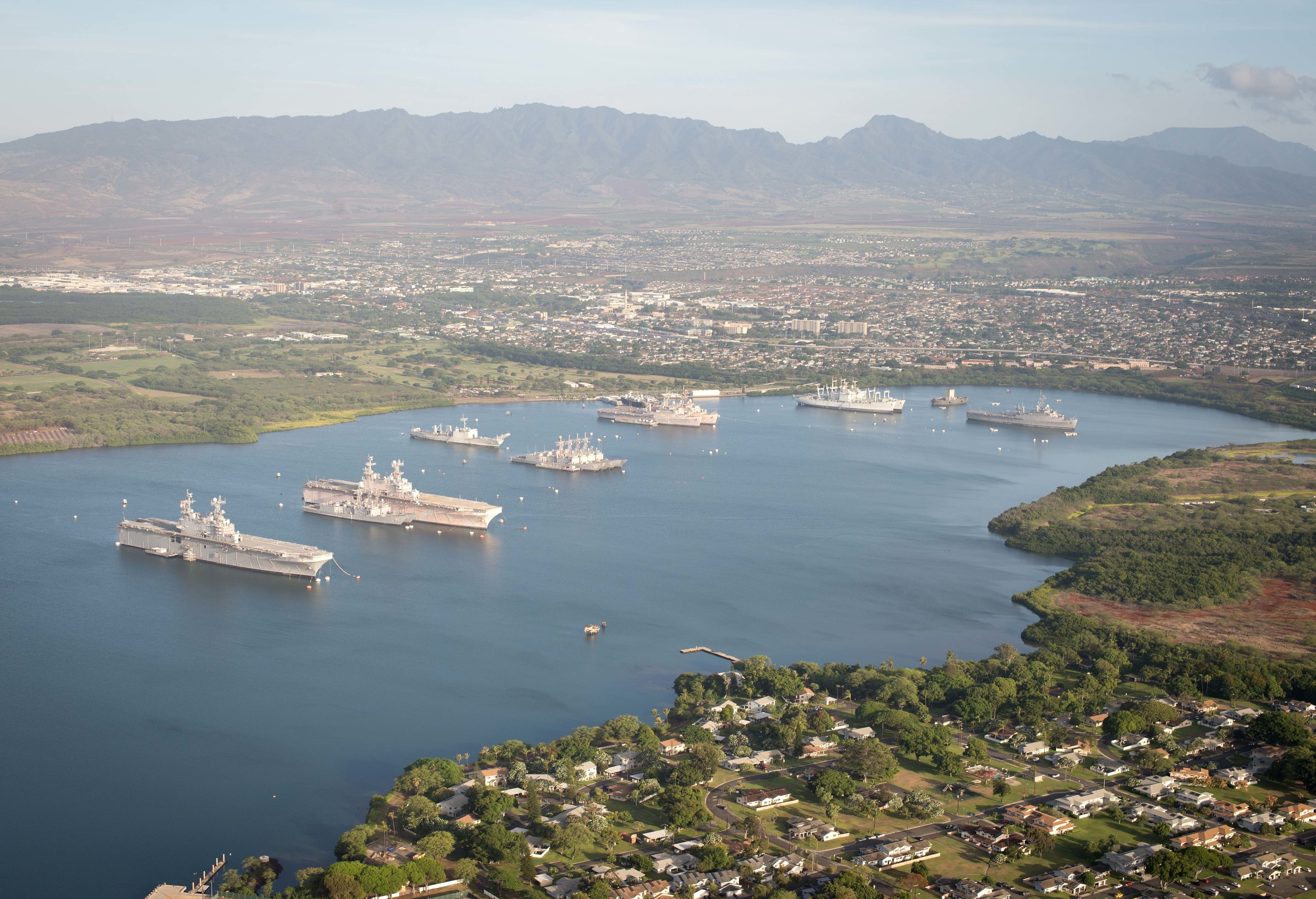
RIMPAC2016

期間：2016年（平成28年）6月30日 - 8月4日
計26カ国、艦艇45隻、潜水艦5隻、航空機200機以上、人員約25,000が参加。デンマーク、ドイツ、イタリアが初参加。前回に続き陸自部隊が参加。陸自からは西方、西普連、中央即応集団などの隊員約50人を派遣。太平洋海兵隊司令部と第3海兵連隊と共同で水陸両用訓練を実施。
 海上自衛隊
- DDG-176 ちょうかい
- DDH-181 ひゅうが
- P-3C × 2機
- 派遣掃海部隊

 陸上自衛隊
- 西部方面隊
- 中央即応集団
- 西部方面普通科連隊

 アメリカ海軍
- CVN-74 ジョン・C・ステニス
- CG-53 モービル・ベイ
- CG-59 プリンストン
- DDG-83 ハワード
- DDG-86 シャウプ
- DDG-91 ピンクニー
- DDG-93 チャン＝フー
- DDG-106 ストックデール
- DDG-110 ウィリアム・P・ローレンス
- LCS-4 コロナド
- LHA-6 アメリカ
- LPD-22 サンディエゴ
- T-AO-187 ヘンリー・J・カイザー
- T-AO-204 ラッパハノック
- T-AKE-11 ワシントン・チャンバース
- T-AOE-7 レーニア
- T-ARS-50 セーフガード
- T-ATF-169 ナバホ
- 潜水艦 4隻
- F/A-18 10機
- AH-W 3機
- CH-53E 4機

 アメリカ空軍
- B-52H 2機
- E-3B/C 2機
- KC-130 2機
- KC-135R 3機
- MC-130J 1機
- RQ-7Bv2 8機
- F-16 8機
- F-22 4機
- HH-60M 1機

 アメリカ海兵隊
- UH-1Y 2機
- MV-22B 6機

 アメリカ陸軍
- CH-47F 1機
- AH-64D 1機
- UH-60M 1機
- 地上部隊

 アメリカ沿岸警備隊
- WMSL-752 ストラットン

 オーストラリア海軍
- FFH-152 ワラムンガ
- FFH-155 バララット
- LHD-02 キャンベラ
- AP-3C 3機
- リアジェット35 1機
- MH-60R 1機
- MRH-90 5機
- S-70B 1機

 カナダ海軍
- FFH-331 バンクーバー
- FFH-335 カルガリー
- MM-706 イエローナイフ
- MM-709 サスカトゥーン

 カナダ空軍
- CC-130J 1機
- CP-140 3機
- KCC-130T  1機
- CF-18 8機

 大韓民国海軍
- DDG-991 世宗大王
- DDH-979 姜邯賛
- SS-071 李億祺
- P-3C 1機
- 地上部隊

 インド海軍
- F48 サトプラ

 フランス海軍
- F731 プレリアル

 ノルウェー海軍
- 地上部隊

 チリ海軍
- FF-05 アルミランテ・コクレーン

 メキシコ海軍
- 派兵部隊

 ペルー海軍
- 地上部隊

 シンガポール海軍
- 70 ステッドファスト

 タイ海軍
- 派兵部隊

 マレーシア海軍
- 地上部隊

 オランダ海軍
- 地上部隊

 ニュージーランド海軍
- F77 テ・カハ
- P-3K2 2機
- SH-2G(I) 1機
- 地上部隊

 コロンビア海軍
- 派遣部隊

 インドネシア海軍
- 365 ディポネグロ
- 地上部隊

 ブルネイ海軍
- 派遣部隊

 イギリス海軍
- 派遣部隊

 中国人民解放軍海軍
- 153 西安
- 572 衡水
- 867 長島
- 966 高郵湖
- 920 岱山島

 デンマーク海軍
- 派兵部隊

 ドイツ海軍
- 海兵大隊
- 海上輸送前線予備役部隊

 イタリア海軍
- 地上部隊
- 派兵部隊

 フィリピン海軍
- 派兵部隊

 トンガ海軍
- 地上部隊

### 2018年

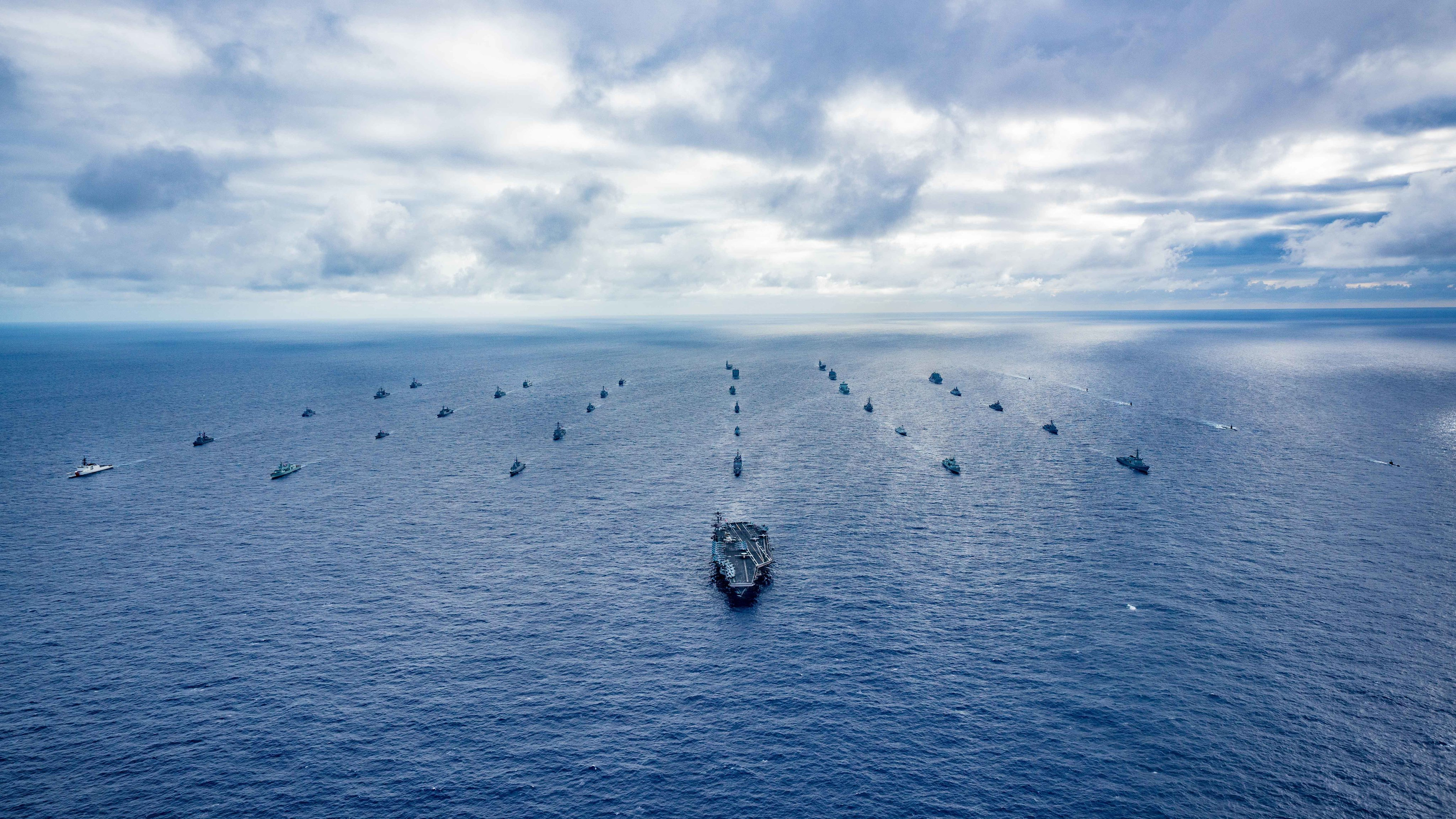
RIMPAC2018

期間：2018年（平成30年）6月27日 - 8月2日
計26カ国、艦艇47隻、潜水艦5隻、航空機約200機、人員約25,000人以上が参加。3回目の参加となる陸上自衛隊は西方、西方特科隊、第5地対艦ミサイル連隊などから約100人と12式地対艦ミサイルシステム一式を派遣し、海自部隊のほか、米陸軍第17野戦砲兵旅団の高機動ロケット砲システム（HIMARS）などと共同して陸自SSMと米陸軍HIMARSによる対艦射撃の一連の行動を演練した。このほか、陸上総隊司令部や水陸機動団第2水陸機動連隊などから約70人を派遣し、米海兵隊との水陸両用訓練を実施。
 海上自衛隊
- DDH-182 いせ
- P-3C × 2機
- 派遣掃海部隊

 陸上自衛隊
- 地対艦ミサイル部隊[22]
  - 西部方面隊
  - 西部方面特科隊
  - 第5地対艦ミサイル連隊
- 水陸両用戦部隊
  - 陸上総隊司令部
  - 第2水陸機動連隊

 アメリカ海軍
- CVN-70 カール・ヴィンソン
- CG-57 レイク・シャンプレイン
- CG-70 レイク・エリー
- DDG-77 オカーン
- DDG-88 プレブル
- DDG-92 マンセン
- DDG-97 ハルゼー
- DDG-104 スタレット
- DDG-105 デューイ
- DDG-110 ウィリアム・P・ローレンス
- LHD-6 ボノム・リシャール
- LPD-26 ジョン・P・マーサ
- LSD-49 ハーパーズ・フェリー
- MCM-12 アーデント
- SSN-776 ハワイ
- SSN-717 オリンピア
- T-AO-204 ラッパハノック
- T-AO-187 ヘンリー・J・カイザー
- T-AKE-10 チャールズ・ドリュー
- T-AKE-7 カール・ブラッシアー
- T-AH-19 マーシー
- T-ATF-171 スー

 アメリカ沿岸警備隊
- WMSL-750 バーソルフ

 オーストラリア海軍
- FFH-156 トゥーンバ
- FFG-05 メルボルン
- LHD-01 アデレード
- S-76 ランキン
- AOR-304 サクセス

 オーストラリア空軍
- P-8A

 ブルネイ海軍
- 派遣部隊

 カナダ海軍
- FFH-331 バンクーバー
- FFH-341 オタワ
- MM-704 イエローナイフ
- MM-705 ホワイトホース
- MV アステリックス

 カナダ空軍
- CP-140

 チリ海軍
- FF-07 アルミランテ・リンチ
- 地上部隊

 コロンビア海軍
- 派遣部隊

 フランス海軍
- F731 プレリアル

 ドイツ海軍
- 地上部隊
- 派遣部隊

 インド海軍
- F-49 サヒャディ

 インドネシア海軍
- FF-331ラデン・エディ・マルタディナタ
- LPD-590 マカッサル

 イスラエル海軍
- 派遣部隊

 イタリア海軍
- 地上部隊
- 派遣部隊

 マレーシア海軍
- FF-30 レキウ

 メキシコ海軍
- A-412 ウスマシンタ

 オランダ海軍
- 派遣部隊

 ニュージーランド海軍
- F111 テ・マナ
- P-3 2機
- SH-2G(I) 1機
- 地上部隊
- 派遣部隊

 ペルー海軍
- PM211 フェッレ

 フィリピン海軍
- PF-17 アンドレス・ボニファシオ
- LD-602 ダバオ・デル・スール

 シンガポール海軍
- 71 テネイシャス

 大韓民国海軍
- DDG-992 栗谷李珥
- DDH-977 大祚栄
- SS-065 朴葳

 スリランカ海軍
- 地上部隊

 タイ海軍
- 派遣部隊

 トンガ海軍
- 派遣部隊

 イギリス海軍
- 派遣部隊

 ベトナム人民海軍
- 派遣部隊

### 2020年

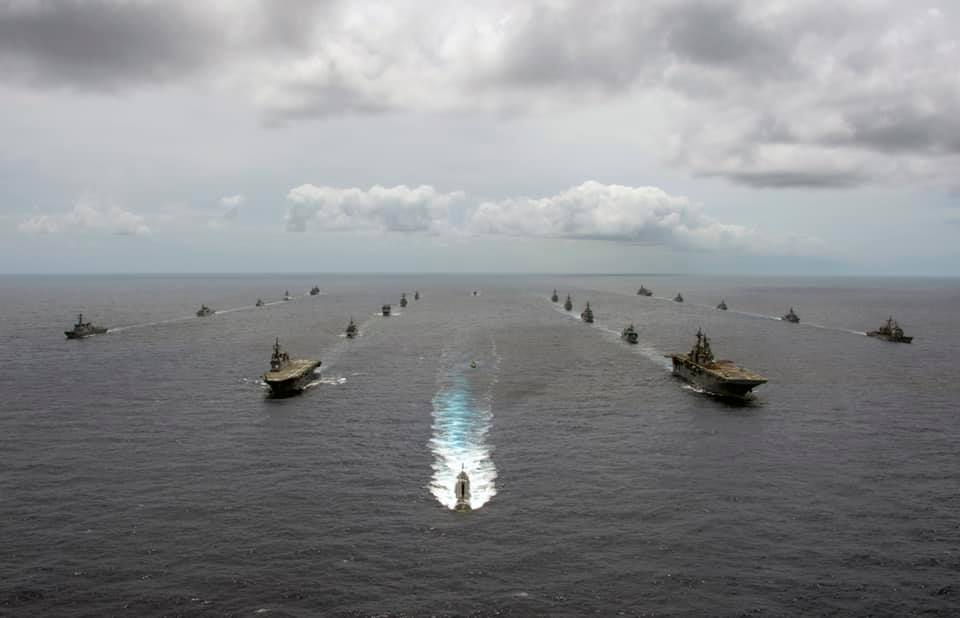
RIMPAC2020

期間：2020年（令和2年）8月17日 - 8月31日
計10カ国、艦艇22隻、潜水艦1隻、約5,300人の人員が参加。新型コロナウイルスの世界的な感染拡大という状況を鑑み、参加者の感染リスク最小化を考慮して、地上での訓練をやめ、艦船による洋上訓練のみを実施。実施期間も２週間に短縮された。
 海上自衛隊
- DDH-182 いせ
- DDG-178 あしがら

 アメリカ海軍
- LHD-2 エセックス
- CG-70 レイク・エリー
- DDG-93 チャン＝フー
- DDG-106 デューイ
- T-AO-187 ヘンリー・J・カイザー
- T-ATF-171 スー
- SSN-759 ジェファーソンシティ

 アメリカ沿岸警備隊
- WMSL-755 マンロー

 オーストラリア海軍
- DDGH-39 ホバート
- FFH-151 アランタ
- FFH-153 スチュアート
- O-266 シリウス

 ブルネイ海軍
- OPV-07 ダルールフサン

 カナダ海軍
- FFH-334 レジャイナ
- FFH-338 ウィニペグ

 フランス海軍
- A622 ブーゲンビル

 ニュージーランド海軍
- A09 マナワヌイ

 大韓民国海軍
- DDG-993 西厓柳成龍
- DDH-975 忠武公李舜臣

 フィリピン海軍
- FF-150 ホセ・リサール

 シンガポール海軍
- 73 シュープリーム

### 2022年

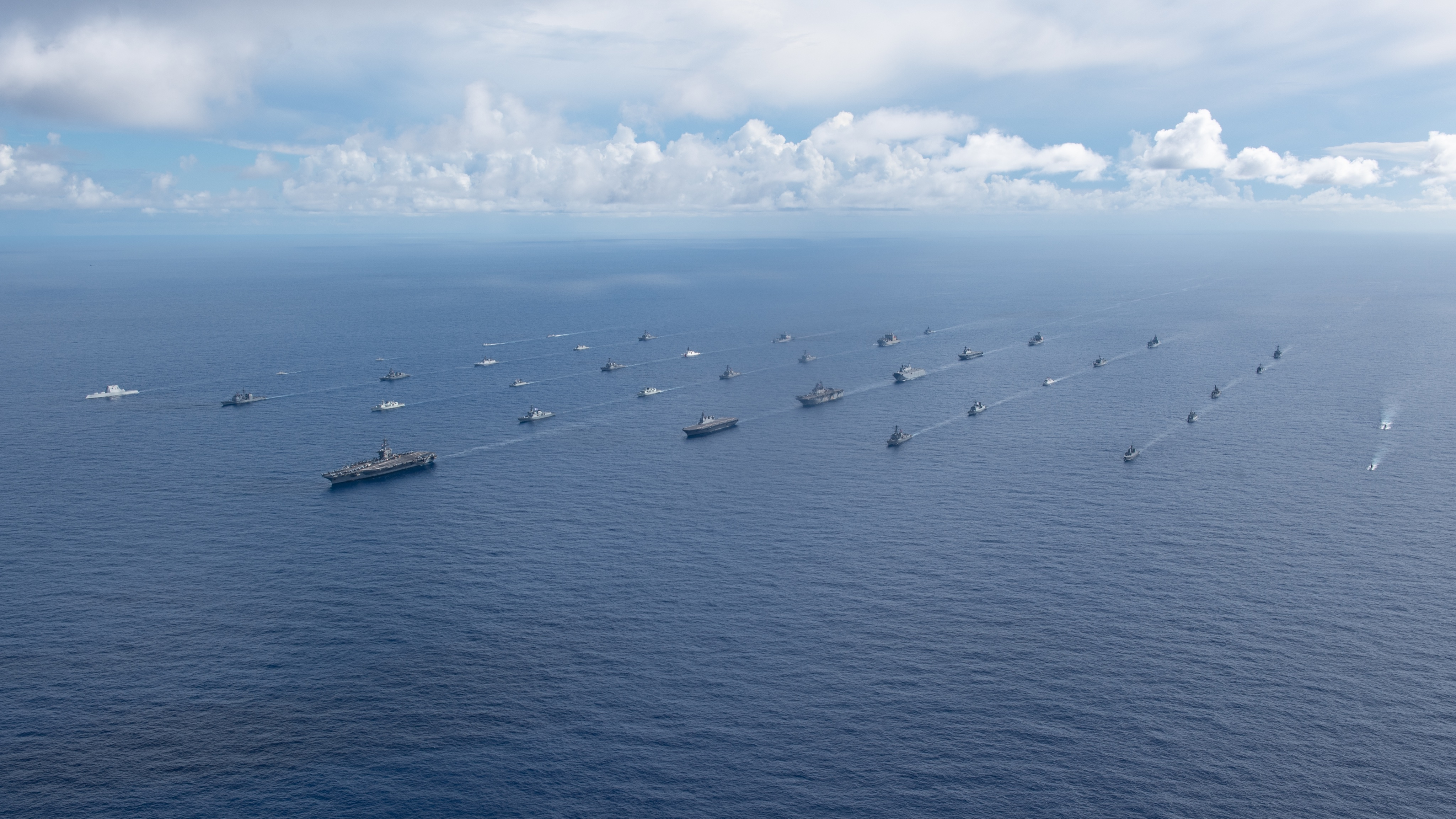
RIMPAC2022

期間：2022年（令和4年）6月29日 - 8月4日
欧米やアジア、オセアニアなどの26カ国、艦艇38隻、潜水艦4隻、航空機約170機、人員約25,000人以上が参加した。
また、本訓練に参加した自衛隊は他国が攻撃を受けて日本の存立が脅かされる「存立危機事態」を想定した訓練を行ったことを岸信夫防衛大臣が8月8日の記者会見で明らかにした。同訓練は7月29日から8月3日まで日本政府が安全保障関連法の存立危機事態を認定し、武力行使に踏み切るシナリオで行った。
 海上自衛隊
- DDH-183 いずも
- DD-110 たかなみ
- P-1 × 1機

 陸上自衛隊
- 西部方面隊

 アメリカ海軍
- CVN-72 エイブラハム・リンカーン
- LHD-2 エセックス
- CG-53 モービル・ベイ
- DDG-62 フィッツジェラルド
- DDG-90 チェイフィー
- DDG-101 グリッドレイ
- DDG-102 サンプソン
- DDG-110 ウィリアム・P・ローレンス
- DDG-111 スプルーアンス
- DDG‑1001 マイケル・モンスーア
- LCS-16 タルサ
- SSN-754 トピカ
- SSN‑766 シャーロット
- T-ARS-51 グラスプ（英語版）
- T‑AKE‑11 ワシントン・チャンバース
- T-AO-187 ヘンリー・J・カイザー
- T-AO-197 ペコス

 アメリカ沿岸警備隊
- WMSL-757 ミジェット

 オーストラリア海軍
- LHD-02 キャンベラ
- FFH‑152 ワラムンガ
- A195 サプライ（英語版）
- SSG-74	ファーンコム

 カナダ海軍
- FFH‑331 バンクーバー
- FFH-338 ウィニペグ

 フランス海軍
- F731 プレリアル

 マレーシア海軍
- F26	レキル

 インド海軍
- F48 サツプラ

 インドネシア海軍
- 332 クリ・イ・グスティ・ングラ・ライ

 大韓民国海軍
- LPH-6112 馬羅島
- DDH‑976 文武大王
- DDG‑991 世宗大王
- SS-082	申乭石

 チリ海軍
- FF-07 アルミランテ・リンチ

 メキシコ海軍
- F‑101 ベニート・フアレス
- A-412 ウスマシンタ

 ニュージーランド海軍
- A11 アオテアロア（英語版）

 シンガポール海軍
- 69 イントレピッド

 フィリピン海軍
- FF-151 アントニオ・ルナ

### 2024年

RIMPAC2024

期間：2024年（令和6年）6月27日 - 8月2日
約29カ国、艦艇40隻、潜水艦3隻、航空機約150機、14カ国の陸軍部隊など、人員2万5000人以上が参加。
今回のリムパックのテーマは「パートナーズ：統合と準備（Partners:Integratedand Prepared.）」。海上自衛隊水上部隊の指揮官である横田和司海将補がチリ海軍のアルベルト・ゲレーロ准将とともに統合任務部隊の副司令官を務めた。海自の参加艦艇と航空機は対潜訓練、人道支援・災害救援（HA/DR）訓練などさまざまなシナリオ訓練を行った。
陸上自衛隊は、7月8日から7月13日の間、米陸軍および米海兵隊と共同対艦戦闘訓練を実施した。
 海上自衛隊
- DDG-180 はぐろ
- LST-4003 くにさき
- P-1 × 1機

 陸上自衛隊
- 第2特科団
  - 第5地対艦ミサイル連隊

 アメリカ海軍
- CVN-70 カール・ヴィンソン
- CG-59 プリンストン
- DDG-100 キッド
- DDG-104 スタレット
- DDG-110 ウィリアム・P・ローレンス
- DDG-62 フィッツジェラルド
- DDG-101 グリッドレイ
- DDG-54 カーティス・ウィルバー
- LPD-25 サマセット
- SSN-777 ノースカロライナ
- SSN-754 トピカ
- T-AO-197	ペコス
- T‑AKE‑11 ワシントン・チャンバース
- T-AO-205 ジョン・ルイス（英語版）
- T-ARS-51 グラスプ（英語版）

 アメリカ沿岸警備隊
- WMSL-757 ミジェット

 オーストラリア海軍
- DDG-42 シドニー

 ブルネイ海軍
- P06 ダルサラーム
- P08 ダルアマン

 カナダ海軍
- AOPV 432 マックス・バーネイズ（英語版）
- FFH‑331 バンクーバー
- MV アステリックス（英語版）

 チリ海軍
- PFG-06 コンデル

 フランス海軍
- D655 ブルターニュ

 ドイツ海軍
- F 222 バーデン＝ヴュルテンベルク
- A1412 フランクフルト・アム・マイン

 インド海軍
- F47 シヴァリク

 インドネシア海軍
- 331 ラディン・エディ・マルタディナタ

 イタリア海軍
- P432 ライモンド・モンテクッコリ

 マレーシア海軍
- FFG30 レキウ

 メキシコ海軍
- POLA-101 ベニート・フアレス
- A-412 ウスマシンタ

 オランダ海軍
- F803 トロンプ

 ニュージーランド海軍
- A11 アオテアロア（英語版）

 ペルー海軍
- AMP-156 BAPピスコ（英語版）

 大韓民国海軍
- DDH-975 忠武公李舜臣
- DDG-992 栗谷李珥
- LST-687 天子峰
- SS-081 李範奭

 シンガポール海軍
- 72 ストルワート